# Annie Moreau
Annie Linnéa Maria Moreau, född 14 oktober 1997 i Skärstads församling i Jönköpings län, är en svensk sångerska. Hon är sedan år 2021 medlem i musikgruppen Dolly Style, där hon innehar rollen som karaktären Molly. Hon har också haft en aktiv karriär som innebandyspelare.

## Biografi
Moreau föddes i den lilla tätorten Skärstad belägen 22 kilometer nordost om centrala Jönköping, men är sedan en tid tillbaka bosatt en bit utanför Stockholm. Hon sökte år 2019 in till TV-programmet Idols femtonde säsong på TV4, där hon endast lyckades ta sig till kvalveckan. Hon har innan dess haft en bakgrund som en aktiv innebandyspelare på hög nivå, något som hon skulle komma tillbaka till under år 2022, i laget Nacka IBK och dess högsta liga SSL (damsidan). Hon har också haft gymnasiestudier på Riksinnebandygymnasiet i Umeå, vilket hon hade mellan åren 2013 och 2016.

## Dolly Style
År 2021 anslöt sig Moreau som karaktären Molly i musikgruppen Dolly Style, som ersättare för den senare gruppkollegan Mikaela Samuelsson (numera Yolly i gruppen). Hon uppgav senare för tidningen Expressen i februari 2023, att gruppen redan hade upptäckt henne under år 2019, då hon fortfarande var med i TV-programmet Idol. Tillsammans med de då två övriga medlemmarna Vilma Davidsson (Holly) och Caroline Aronsson (Polly), så deltog hon i öppningsnumret av deltävling tre av Melodifestivalen 2023, och framförde 2019 års bidrag "Habibi". Hon deltog sedan med gruppen på riktigt i Melodifestivalen 2025 med bidraget "Yihaa", som via den tredje deltävlingen i Västerås och finalkvalet (femte deltävlingen) i hemstaden Jönköping, tog sig vidare till finalen på Strawberry Arena (före detta Friends Arena) i mars samma år. Bidraget slutade på en femteplats i finalen, efter att både jurygrupperna och folkets röster hade blivit utdelade.